# Dogdance

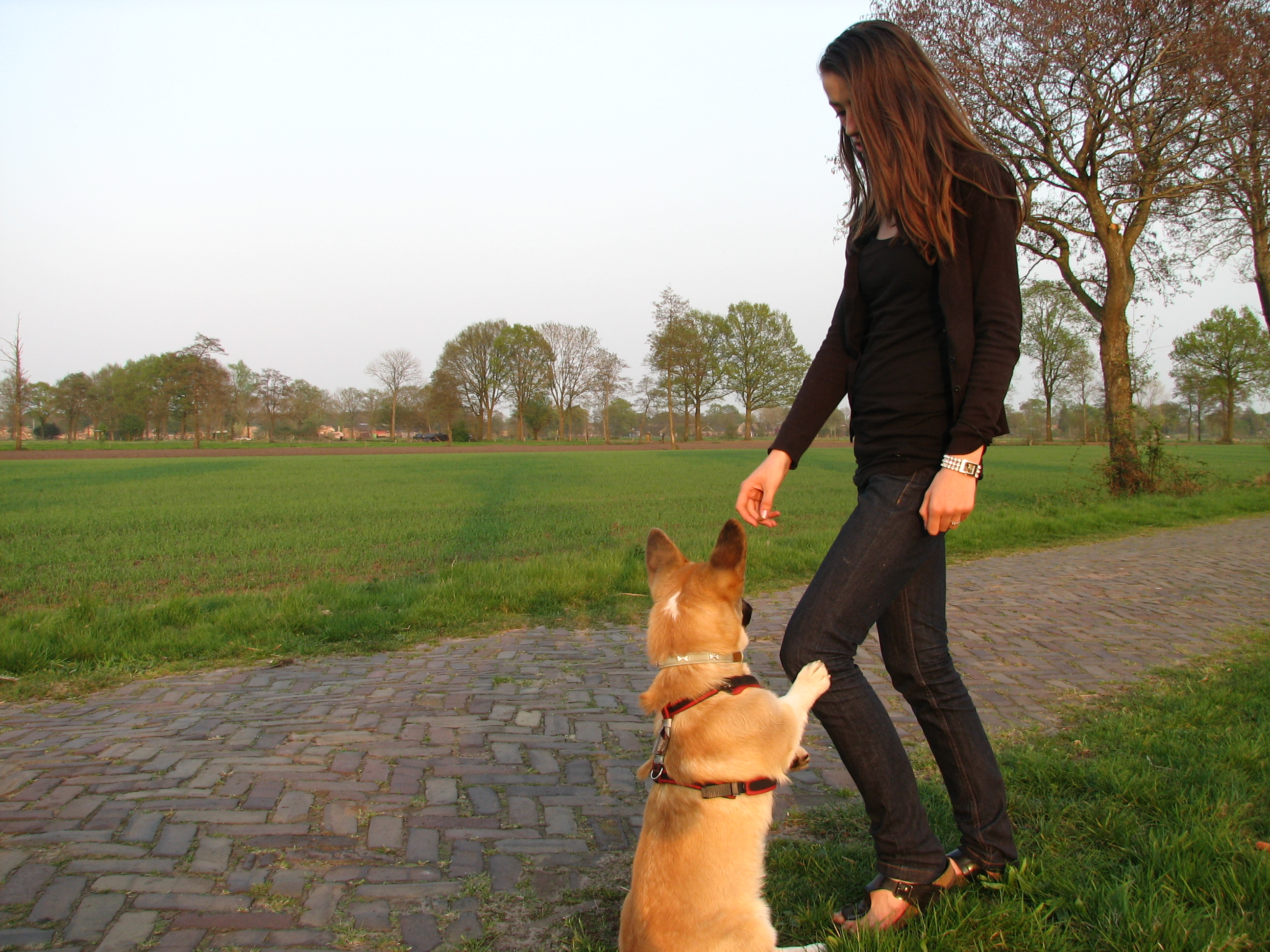
Dogdance de vrije natuur

Dogdance is een vorm van sport met honden die oorspronkelijk uit de Verenigde Staten komt. Bij dogdance voeren hond en mens (de handler) onder begeleiding van muziek ritmische bewegingen uit. Als een hond voldoende heeft geleerd kan er een routine in elkaar worden gezet.
Deze hondensport is een mengeling van gehoorzaamheidstraining, het laten uitvoeren van trucjes en dansen. Het wordt ook wel Canine Freestyle genoemd. De sport vindt zijn oorsprong in de obedience (gehoorzaamheid).
Er zijn twee soorten van dogdance:
Canine freestylede hond mag ver van de handler vandaan blijven waardoor er een spectaculairdere show gegeven kan worden.
Heelwork to musicde hond moet op een afstand van maximaal 1,30 m van zijn baasje blijven

## Wedstrijden
Wedstrijden worden georganiseerd door de FHN en de NDDB. Voor de wedstrijden van de NDDB is een startkaart verplicht. Deze kunnen aangevraagd worden via DTC Sport.

### Categorieën
- HTM Junioren level 1
- HTM beginners
- HTM Novice
- HTM Intermediate
- HTM Advanced
- FS Junioren level 1
- FS Junioren level 4
- FS Beginners
- FS Novice
- FS Intermediate
- FS Advanced
- FS Champion

De WCFO, de Amerikaanse wereldorganisatie voor Canine Freestyle pleit voor een algemeen reglement dat gebruikt wordt over de gehele wereld. De WCFO-wedstrijddivisies zijn: Junior, Volwassenen, Duo's, Groepen, Veteranen en Gehandicapten klasse. Binnen de meeste van deze klassen kan men kiezen tussen Musical Freestyle of Heelwork to Music.